# Ramón Zañartu Eguiguren
Ramón Belisario Zañartu Eguiguren (Santiago, julio de 1884-Santiago, 16 de julio de 1963) fue un ingeniero chileno, director del Registro Electoral durante 33 años, periodo en el cual debió aplicar las distintas reformas al sistema electoral del país, así como también la Ley de Defensa Permanente de la Democracia que proscribió al Partido Comunista de Chile entre 1948 y 1958.

## Biografía
Sus padres fueron Horacio Zañartu Arrau, diputado por Talca entre 1882 y 1885, y Sara Eguiguren Gaete. Estudió en las universidades Católica y de Chile, obteniendo el título de ingeniero civil, desempeñándose posteriormente en el campo agrícola en el sur de Chile. Hacia 1909 fue presidente honorario del club de fútbol Tucapel F.C.; también fue vicepresidente de la Sociedad del Aluminio de Chile y en 1916 integró la delegación chilena en el Congreso Panamericano de Río de Janeiro. El 6 de octubre de 1912 contrajo matrimonio con Inés Elisa Orrego Puelma.
El 19 de octubre de 1925 fue designado como primer conservador del Registro Electoral, institución que había sido fundada el 17 de marzo de 1925 mediante el Decreto Ley 343, y que mediante el Decreto con Fuerza de Ley 82 del 7 de abril de 1931 —según lo establecido en la Ley 4763 del 7 de enero de 1930— fue reemplazado por la Dirección del Registro Electoral, manteniéndose Zañartu en dicho cargo.
En diciembre de 1938, luego de la asunción de Pedro Aguirre Cerda como presidente de la República, el gobierno le solicitó la renuncia, a la cual Zañartu se negó, por lo que fue enviado en comisión de servicio al Ministerio del Interior. El 28 de agosto de 1939 fue detenido tras ser acusado de servir como enlace entre las fuerzas ibañistas y derechistas en el Ariostazo del 25 de agosto, siendo relegado a Putre, sin embargo al día siguiente su lugar de relegación fue cambiado a Mininco.
Como director del Registro Electoral, Ramón Zañartu Eguiguren también se desempeñaba como secretario del Tribunal Calificador de Elecciones, participando de él en todos los procesos electorales entre 1925 y 1958, como por ejemplo las elecciones presidenciales de 1925 y 1952. En 1948 le correspondió aplicar la Ley de Defensa Permanente de la Democracia, cancelando el registro del Partido Comunista de Chile y eliminando las inscripciones electorales de sus militantes y simpatizantes, alcanzando más de 20 000 inscripciones canceladas. En abril de 1956 fue enviado en comisión de servicio a Europa, a fin de conocer y estudiar los sistemas electorales de dicho continente, para posteriormente proponer reformas a la legislación electoral chilena; durante su ausencia del país fue subrogado por Óscar Rojas Astaburuaga.
Hacia 1957, Zañartu se mostraba crítico del sistema electoral chileno, que consideraba había sido «desvirtuado», particularmente para las elecciones parlamentarias de dicho año, y sugería una reforma electoral que eliminara el cohecho y mejorara la disciplina de los partidos políticos; dichas propuestas desembocaron en 1958 en la introducción de la cédula única de votación y diversas reformas legales, incluida la derogación de la Ley de Defensa Permanente de la Democracia.
El 25 de abril de 1958 el gobierno aceptó la renuncia de Zañartu al cargo de director del Registro Electoral; entre las razones esgrimidas se encontraba una serie de juicios erróneos realizados por Zañartu sobre el proyecto de ley que modificaba la Ley General de Elecciones y que habrían generado dudas en la población sobre la fecha de cierre de las inscripciones electorales. En su reemplazo asumió de manera subrogante el subdirector, Óscar Rojas Astaburuaga, quien fue confirmado en el cargo el 5 de mayo de 1959, luego de que fuera rechazada por el Senado la designación de Fernando Lagos Díaz en julio de 1958.
Falleció en la Clínica Santa María de Santiago el 16 de julio de 1963. Su cuerpo fue velado en la Parroquia del Sagrado Corazón de Jesús en Providencia, y fue sepultado el 18 de julio en el Cementerio General de Santiago.